# Écuisses
Écuisses is een gemeente in het Franse departement Saône-et-Loire (regio Bourgogne-Franche-Comté). De plaats maakt deel uit van het arrondissement Chalon-sur-Saône. Écuisses telde op 1 januari 2022 1.624 inwoners.

## Geografie
De oppervlakte van Écuisses bedroeg op 1 januari 2022 13,38 vierkante kilometer; de bevolkingsdichtheid was toen 121,4 inwoners per km². In de gemeente ligt het TGV-station Le Creusot TGV.

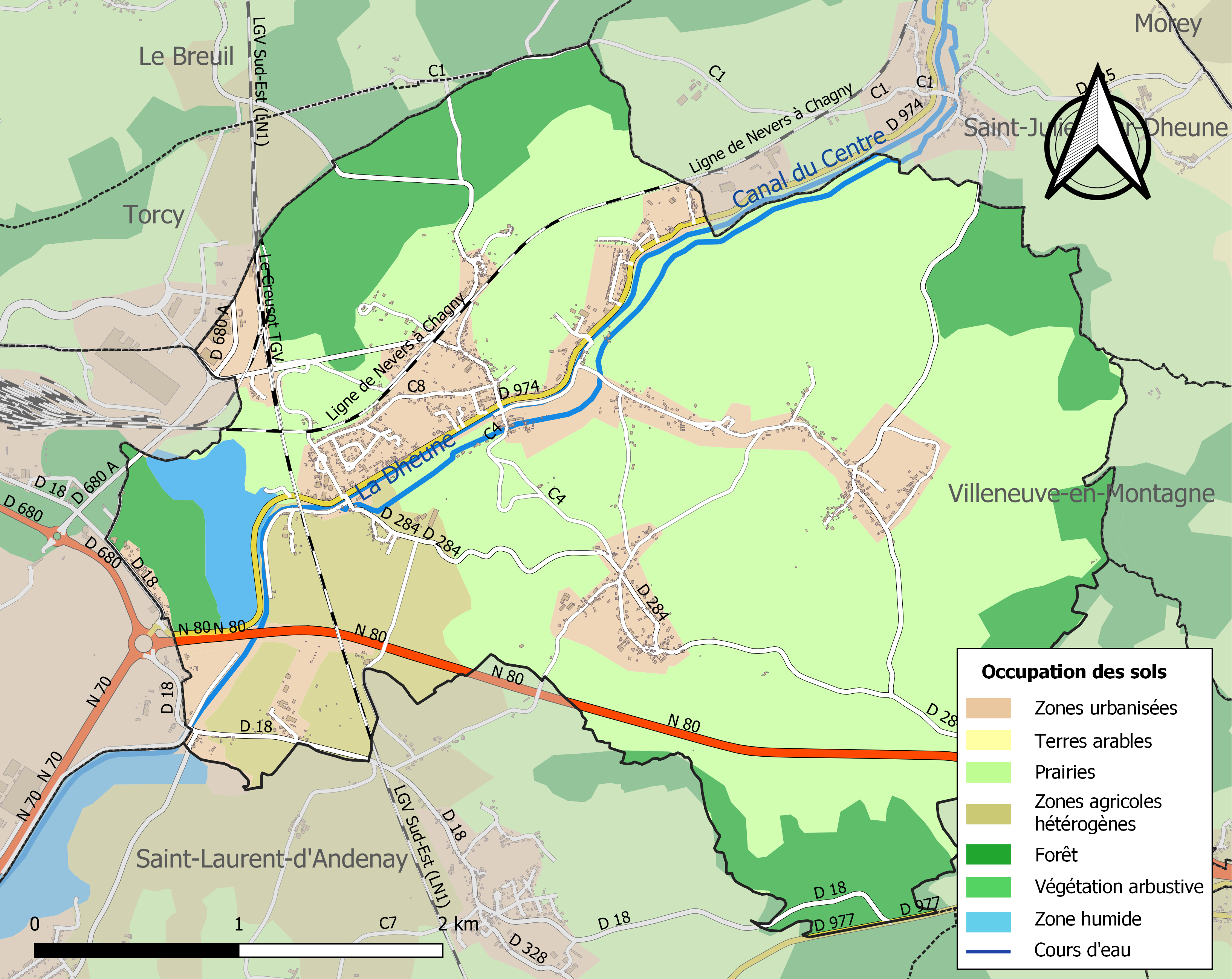
Kaart van de gemeente met de belangrijkste infrastructuur, bodemgebruik en omliggende gemeenten

## Demografie
Onderstaande figuur toont het verloop van het inwonertal (bron: INSEE-tellingen).